# استان گیدی ماغا
استان گیدی ماغا (به عربی: کیدی ماغا) یکی از استان‌های کشور موریتانی است. استان گیدی ماغا ۱۰٬۳۰۰ کیلومتر مربع مساحت و ۲۶۷٬۰۲۹ نفر جمعیت دارد.